# Никола Алтимирски
Никола Николов Алтимирски е виден български политик, банкер, търговец, едър земевладелец и народен представител от Либералната партия (радослависти) в 35-о правителство на Царство България, оглавявано от Васил Радославов.

## Биография
Никола Алтимирски (по прякор Пашата) е роден през 1860 г. в град Плевен. Той е депутат в XVII обикновено народно събрание в периода от 1913 г. до 1918 г. Жени се за Цвета, като получава голяма зестра от баща ѝ Нацол Попов, която включва хиляди декари земя, къща в Лом, десетки складове (магазии), 2 шлепа, 2 острова, дъскорезница, търговско предприятие и фабрика. Въз основа на това развива своята търговска дейност. Занимава се с износ и внос на зърнени продукти с Австро-Унгария и Турция. Получава прякора си от турски търговци. Изгражда понтонен мост в река Дунав край Долни Цибър. През 1919 г. е пратен в затвор по политически причини от правителството на Александър Стамболийски, а цялото му имущество е отнето заради дейността му в правителството на Васил Радославов. Съден е от Военен съд по член 4 „за въвличане на България в националната катастрофа“. Изтърпява 823 дни предварителен арест в Централния софийски затвор, а впоследствие е амнистиран.
Умира на 26 юли през 1926 г. в София.

## Семейство
Женен е за Цвета Алтимирска. Заедно имат двама синове Иван и Кирил. Никола Алтимирски има сестра на име Магдалена. Двамата са внуци на българския революционер Сава Младенов.